# Friola
Friola (Frioła in veneto) è una frazione del comune di Pozzoleone, Provincia di Vicenza, ha circa 1 000 abitanti. La parrocchia di Sant'Ambrogio dipende dalla Diocesi di Vicenza.

## Il Brenta
Il territorio di Friola è sempre stato segnato dalla presenza del fiume Brenta. Ai tempi dei romani Friola era nota perché vi scorreva il Medoacus, che era il nome romano del Brenta che allora si divideva in due rami, che si dirigevano verso Chioggia con percorsi successivamente abbandonati dopo una disastrosa alluvione avvenuta nel 589 che sconvolse gli alvei di diversi fiumi.
In seguito a un'altra terribile alluvione del Brenta nel 1748 arrivò a Friola la Madonna del Pedancino Archiviato il 17 settembre 2016 in Internet Archive. da Cismon del Grappa.

## Storia
Friola è una delle località interessate dalle vicende umane e storiche che si svolsero tra il XI secolo e il XIII secolo e dalle numerose proprietà che videro protagonisti i vari componenti della famiglia degli Ezzelini. Proprietà che furono certosinamente accertate, censite e documentate dopo la loro definitiva sconfitta avvenuta nel 1260. Scrive il Pagliarino che Friola "nel 1259 fu cinta di bastioni et di fossa dai Padovani... ma Eccelino... la prese per forza d'armi e distrusse tutti gli edifici non perdonando a sesso alcuno". Se la data surriferita è esatta, tali fortificazioni furono abbattute nel giro di pochi mesi, dato che Ezzelino III mori poco più tardi, nello stesso anno.
Dopo la sua distruzione, il castello sembra non sia più stato ricostruito. Nel patto di dedizione di Vicenza alla Serenissima del 1404, Venezia accordava al nobile Giampietro de Proti, uno degli autori dell'accordo, il privilegio «di poter fabbricare il suo castello della Friola. Tale progetto, comunque, non venne mai realizzato e le rovine vennero successivamente disperse del tutto, tant'è vero che il Maccà sulla fine del Settecento riuscì a vederne appena pochi avanzi.
Che del castello in parola esistessero nel Quattrocento solo rovine, del resto, è provato anche da due atti pubblici: il primo rogato il 24 maggio 1488 in castellano ditte ville, ed il secondo scritto nel 1489 nella casa di un certo Catarin Corizzola, situata anch'essa in castellano ditte ville.

## Luoghi di interesse
- Chiesa parrocchiale dedicata a S. Ambrogio. Presenta al suo interno tre pregevoli altari: l'altare a sinistra in marmo, dedicato alla Madonna; gli altri due sono in legno, artisticamente decorati e rarissimi in zona. Cinquecenteschi entrambi: il più pregevole è quello di destra ospitante la pala della Natività di Leandro Bassano, mentre l'altare maggiore, anch'esso ricco di decori, presenta una bella pala di autore ignoto (molto probabilmente del pittore Vicentino Giovanni Cozza).
- Il campanile. Considerato tra i più belli della diocesi di Vicenza, in stile neogotico, fu progettato dall'architetto Vincenzo Rinaldo di Venezia. Possiede 4 campane in Fa3 (Fa3, Sol3, La3, Sib3) elettrificate alla veronese. Le 3 minori sono della fonderia Colbachini di Bassano del Grappa (VI), la maggiore invece della ditta veronese Cavadini anno 1919 (si tratta di una rifusione).